# Open Air Festival v Panenském Týnci

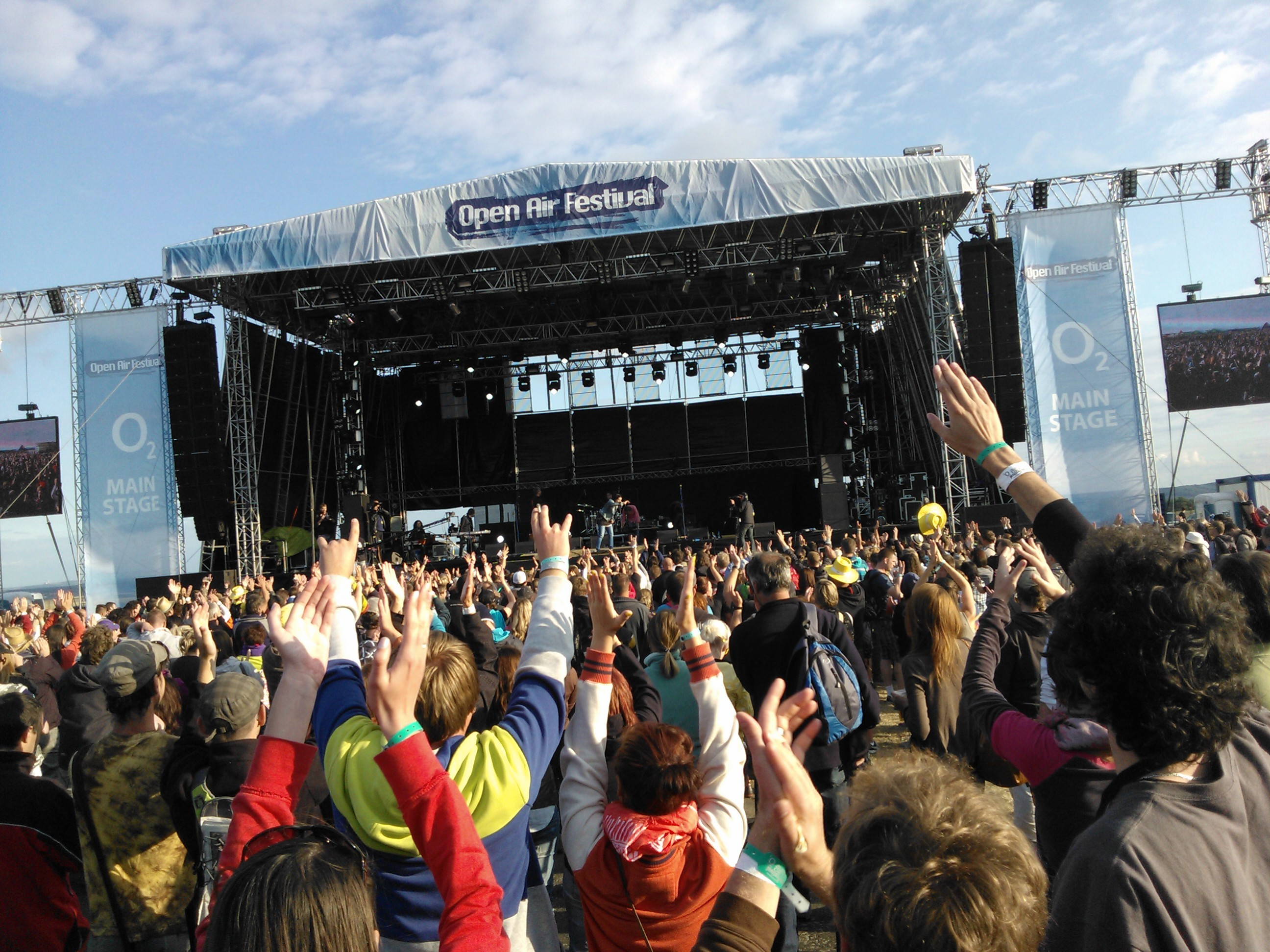
Hlavní pódium festivalu 11. 8. 2012

Open Air Festival byl velký letní hudební festival světové i domácí soudobé hudby konaný na letišti v Panenském Týnci okrese Louny, vždy v srpnu v letech 2010 až 2013. Čtyřletou tradici ukončila především velká nepřízeň počasí posledního ročníku, s ní spojená nízká návštěvnost dokonce i těch, kteří si zakoupili vstupenku, a propad sponzoringu.

## Ročníky

### 2010
První ročník festivalu se konal od čtvrtka 12. do soboty 14. srpna 2010. Během festivalu vystoupili kromě hudebních skupin také dýdžejové nebo divadla, na místě byla bohatá škála občerstvení, i když za poměrně vysoké ceny. Naopak první den festivalu, který byl dost úspěšný, byl zdarma a vystoupili na něm pouze české skupiny jako Charlie Straight, Garage, Monkey Business, Totální nasazení, Visací zámek nebo Krucipüsk.
V pátek začala skupina Navigators kvůli technickým problémům neplánovaně na vedlejším pódiu, ale po ní už vše probíhalo podle programu a skluz se podařilo dohnat. Mezi dalšími skupinami, které v pátek vystoupily, byli čeští Tata Bojs, Vanessa, Vypsaná fixa, Sunshine, Wohnout, Peneři Strýčka Homeboye a Indy a Wich nebo norští Röyksopp či britští Kate Bushová a Faithless.
V sobotu zahráli Arno Hintjens, Mandrage, Illustratosphere, Laura a její tygři, Richard Müller, Tomáš Klus nebo The Kissaway Trail. Na závěrečném koncertě britských Kasabian bylo podle pořadatelů 18 tisíc lidí. Pořadatelé koncert Kasabian také vysílali přes své webové stránky a přístupný byl ještě v neděli. V sobotu také zahrálo divadlo Činoherní studio Ústí nad Labem s tragikomickou inscenací Strange Lově o posledním depešákovi v Čechách, kterou vidělo asi 400 diváků.

### 2011
Přípravy na festival komplikoval a zpozdil silný vítr až 120 km/h, který dokonce zapříčinil uzavření hlavního pódia na hodinu a kvůli tomu i zkrácení pátečního odpoledního vystoupení skupiny Skyline. Pódium bylo kvůli požadavkům hlavní hvězdy ročníku Chemical Brothers větší než při předchozím ročníku a aparatura byla z turné U2. Na festivalu konaném od čtvrtka 11. do soboty 13. srpna 2011 hrály většinou české kapely doplněné několika zahraničními hvězdami.
Druhý ročník zařadil návštěvností festival mezi velké české festivaly, když v pátek návštěvnost překonala 20 tisíc lidí, i když v sobotu už byla nižší. Páteční program lákal především vystoupením Chemical Brothers, které se líbilo jak fanouškům, tak kapele, a skupiny Interpol, jejíž koncert ale zklamal diváky svým krátkým, hodinovým trváním.
Černým koněm festivalu byla podle pořadatelů skupina Goose, která se fanouškům líbila. Ze známých domácích skupin vystoupili Tata Bojs, Kryštof, Nightwork, Chinaski, J.A.R., Mig 21, Sto zvířat, Priessnitz, Vltava a slovenští No Name.

### 2012

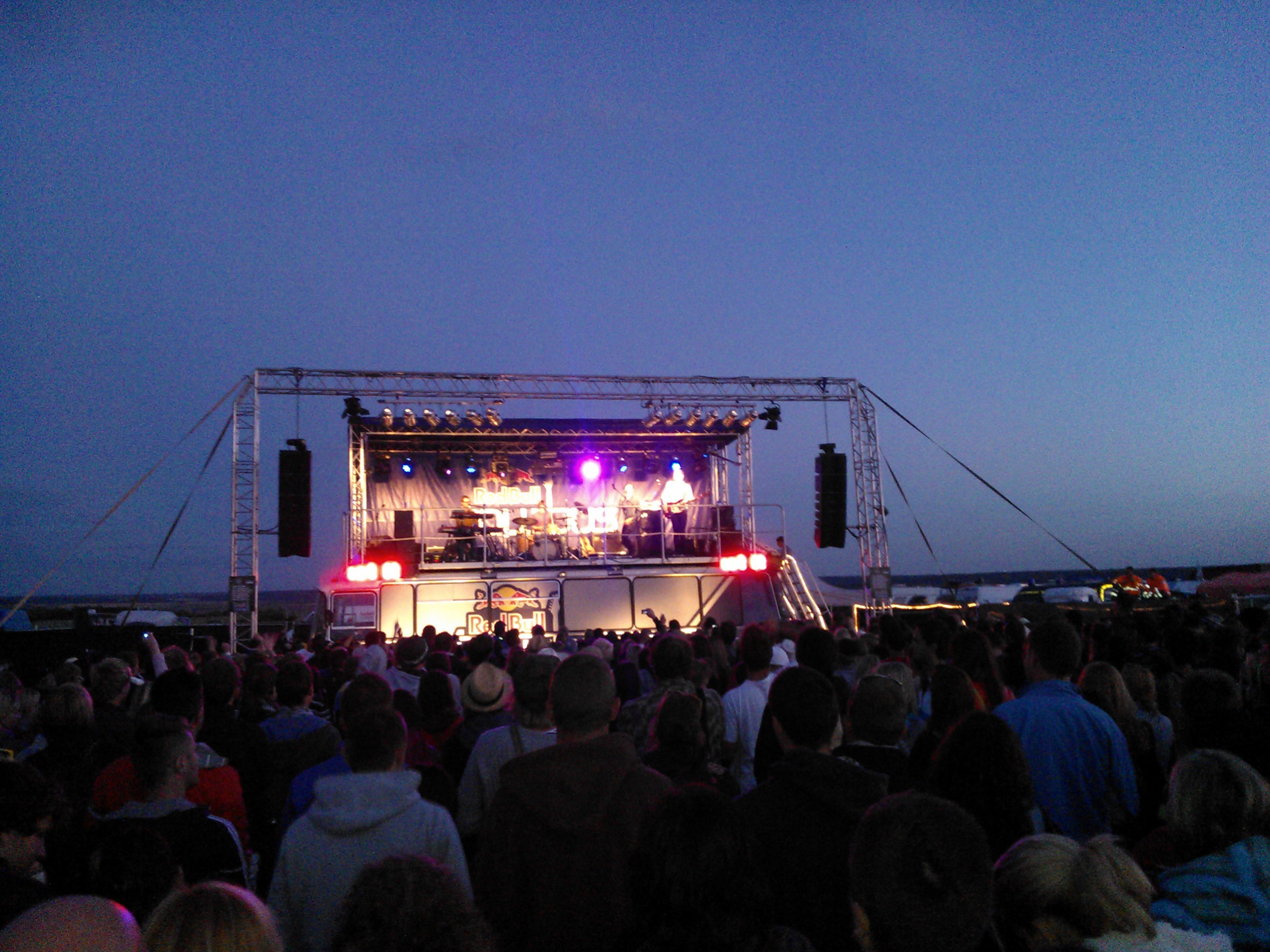
Večerní pódium 11. srpna 2012

Ročník 2012 navštívilo i díky přízni počasí rekordních 20 tisíc lidí a přes 200 umělců různých hudebních i nehudebních žánrů. Během festivalu se vypilo 14 tisíc piv, v nabídce bylo 8 druhů. Na doporučení Chemical Brothers přijal pozvání dosud nejdražší umělec Fatboy Slim. Zájem byl tradičně o doprovodný program, jako byly sportovní aktivity nebo dětský koutek. Velký ohlas měl i sobotní divadelní blok. Novinkou bylo vysílání koncertů živě po internetu, ke kterému dali na poslední chvíli souhlas i Fatboy Slim a Amy MacDonaldová. Zpracování a režie tohoto vysílání byla na dobré úrovni a oba umělci si tak záznam vyžádali i pro své účely. Živý přenos, který natáčelo 14 kamer, sledovalo několik desítek tisíc diváků, kteří se na festival nedostali. Během třídenního festivalu se vypilo 14 tisíc kelímků točeného piva.

### 2013
Ročník 2013 se konal od čtvrtka 8. do soboty 10. srpna 2013. Na festivalu zazněly různé hudební žánry a dýdžejové, v sobotu byla zastoupena i nehudební kultura a čtvrteční program byl zdarma. Na přípravě se podílelo 40 lidí, 400 jich zajišťovalo provoz festivalu, na místě bylo 60 stánků s občerstvením a 200 mobilních WC. Nechybělo mnoho atrakcí, stanové městečko, parkoviště a z Prahy jezdila opět kyvadlová autobusová doprava. Ročník měl ale kvůli silné nepřízni počasí velmi nízkou účast.
Ve čtvrtek vystoupili např. The Plastic People of the Universe, Květy nebo Vypsaná fixa. V pátek pokračovali mimo jiné Midi Lidi, Mandrage, Monkey Business nebo Skunk Anansie. V sobotu pak zahráli třeba Koblížci, Bratři Ebenové, Čokovoko, Zrní, Umakart, Kava Kava, Tata Bojs a Underworld. Z dalších forem kultury bylo k vidění Divadlo Kvelb nebo skeče Na stojáka. Kvůli silnému větru nemohla vystoupit plánovaná kapela O.Children.
Vstupenky prodávaly v předprodeji sítě Ticketpro, Ticket Art a Ticketon za 800 Kč a 1400 Kč ve VIP verzi. Na místě stály 1200/2000 Kč. K prodeji bylo i ubytování ve festivalovém kempu nebo parkovací místa.

## Nepřízeň počasí ročníku 2013 a zánik festivalu
Po ročníku 2012 se o festivalu psalo díky rekordnímu předchozímu ročníku jako o největším hudebním festivalu Ústeckého kraje nebo na severu Čech, nebo jako o jednom z největších festivalů v ČR. Pro ročník 2013 počítali pořadatelé s účastí kolem 20 tisíc lidí, jako v předchozím ročníku. Kvůli silné nepřízni počasí se ale stala posledním ročníkem festivalu. Už při přípravách vše pobořila bouřka, v pátek byl velmi silný déšť a na tu dobu zima, v sobotu pak slunečné počasí rozehnala podvečerní bouřka s nárazovými větry. Na festival tak nepřijela spousta potenciálních návštěvníků a doma zůstalo dokonce i mnoho těch, kteří si zakoupili vstupenku. Těch bylo tři a půl tisíce. Návštěvnost dosáhla ve čtvrtek pouhých 1200 lidí, v pátek 2500 a v sobotu 5500. Ke zkáze přispěl i propad sponzoringu, kdy festivalu odpadl generální partner. Ročník celkově finančně nevyšel o několik milionů Kč a pořadatelé se rozhodli mladou tradici ukončit.